# В (паровоз)
Паровоз В (с паровой машиной системы Воклена — главный инженер завода Балдвин) — русский пассажирский паровоз американского производства. На российских железных дорогах это был один из первых паровозов с паровой машиной нового типа — цилиндры высокого давления были расположены над цилиндрами низкого давления. Паровозы В были экономичней паровозов А, но их ремонт стоил на 70—80 % дороже чем последних. Из-за неправильной балансировки колёс паровозы В обладали неспокойным ходом. В силу этих недостатков паровозы не получили широкого распространения, а из-за трудностей перевода их на дровяное или угольное отопление (паровозы В были рассчитаны на отопление нефтью) в 1920-х их начали массово исключать из инвентаря и списывать.